# Sanktuarium Chrystusowego Krzyża i Matki Bożej Królowej Pokoju na Liwoczu

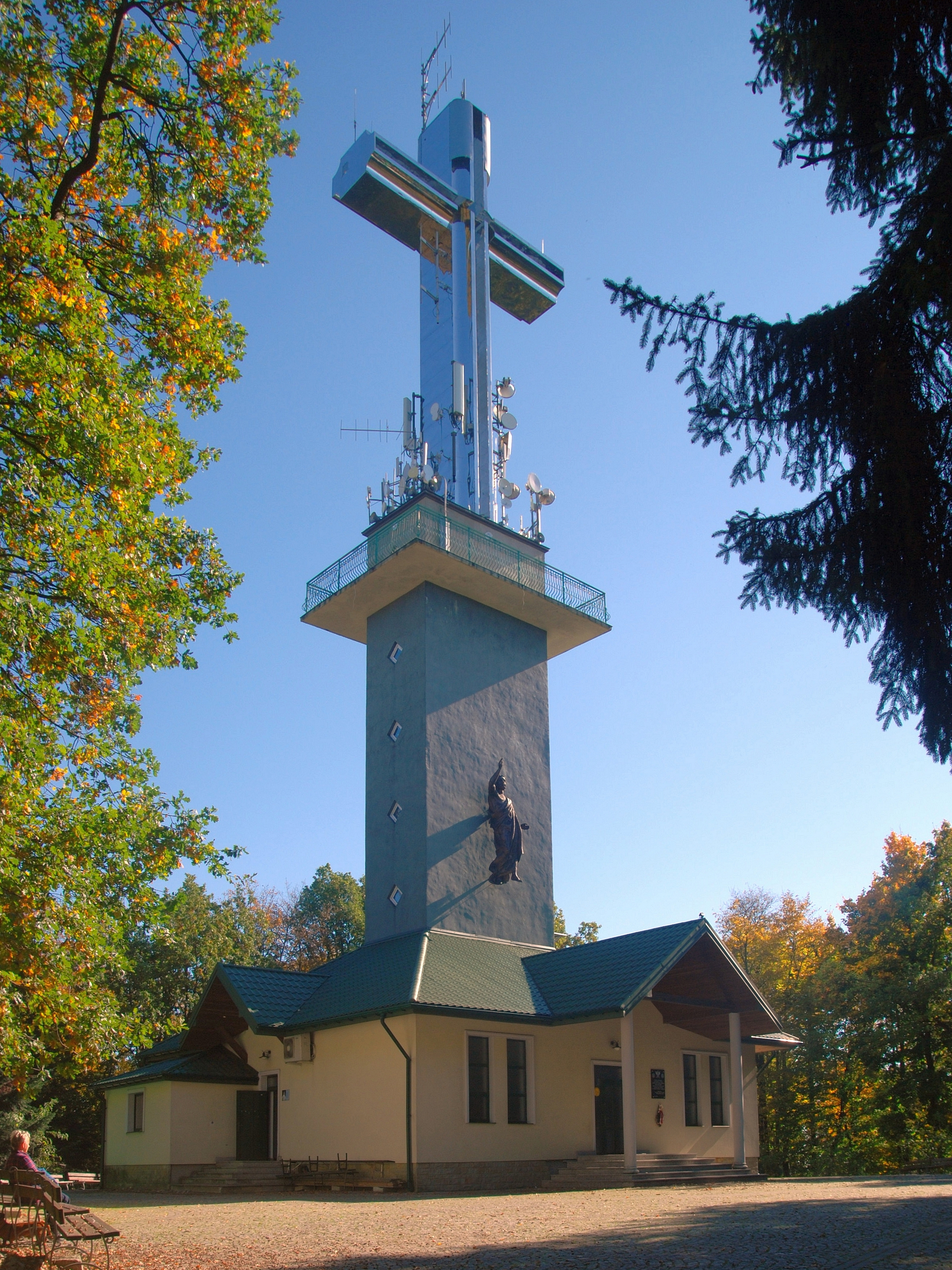
Sanktuarium Chrystusowego Krzyża i Matki Bożej Królowej Pokoju na Liwoczu

Sanktuarium Chrystusowego Krzyża i Matki Bożej Królowej Pokoju – sanktuarium zlokalizowane jest na szczycie góry Liwocz. Znajduje się tam figura Maryi przywieziona z Medziugoria, a także figury Jezusa i papieża Jana Pawła II.